# 富山高等学校 (旧制)
| 富山高等学校 | 富山高等学校                  |
| ------------ | ----------------------------- |
| 創立         | 1923年                        |
| 所在地       | 富山県大広田村 （現・富山市） |
| 初代校長     | 南日恒太郎                    |
| 廃止         | 1950年                        |
| 後身校       | 富山大学                      |
| 同窓会       |                               |

旧制富山高等学校（きゅうせいとやまこうとうがっこう）は、1923年（大正12年）10月富山県に設立された公立（富山県立）の旧制高等学校（のち官立に移管）。

## 概観

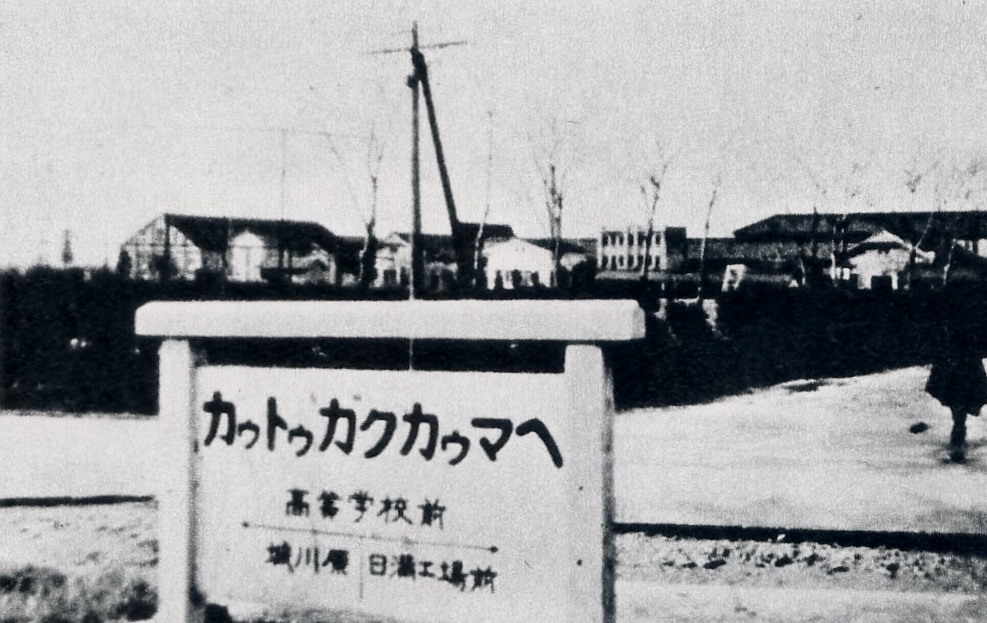
最寄の富岩鉄道高等学校前駅より
富山高等学校を望む

- 改正高等学校令に基づき富山県により7年制の公立旧制高校として設立され、修業年限4年の尋常科、および文科・理科よりなる修業年限3年の高等科が設置された。第二次世界大戦中、官立校に移管されると同時に尋常科は募集停止となり廃止された。
- 自宅通学者以外の学生のための寄宿舎として「青冥寮」（せいめいりょう / 1926年築）が設置された。
- 在学生の多くは地元の富山県出身者で占められ大学進学を経て卒業後には県内に定着するものが多かった。
- 富山大学文理学部の前身校となった。

## 沿革
- 1923年（大正12年）10月：富山県は文部省に公立7年制高校設立を申請、文部省の設立認可を経て富山高等学校設立。
- 1924年（大正13年）
  - 4月：尋常科開学。
  - 6月10日：馬場はるより「ヘルン文庫」の寄贈[1]。
- 1925年（大正14年）4月：高等科開学。
- 1928年（昭和3年）3月：第1回卒業式。10月17日には大正天皇の喪で延期されていた開校式が挙行された[2]。
- 1928年 - 1929年（昭和4年）：三・一五事件・四・一六事件で学生多数検挙。
- 1930年（昭和5年）3月：柴山校長排斥の高等科学生スト。校長退任。
- 1932年（昭和6年）：左翼学生処分。学生37名が検挙され13名が放校・退学。
- 1941年（昭和16年）9月：職員・生徒により報国団結成。
- 1943年（昭和18年）
  - 3月：勅令第249号により文部省に移管され、官立の「富山高等学校」が発足[3]。県立としての富山高等学校は「富山県立高等学校」に改称し[4]、また尋常科の募集を停止。
  - 官立移管の背景には富山県の慢性的な財政不足があった。
  - 9月：修業年限短縮（2年半）により3年生の繰り上げ卒業式実施。
  - 同時に文科学生の兵役猶予が撤廃されたため一部在校生が学徒出陣。
- 1945年（昭和20年）
  - この年より全校生徒が学校を離れ県下の工場で勤労奉仕。
  - 10月：敗戦で廃止された陸海軍諸学校生徒受け入れのための入学試験実施。
- 1946年（昭和21年）3月：最後の尋常科生卒業により富山県立高等学校廃止。
- 1949年（昭和24年）5月：新制富山大学に包括され富山大学富山高等学校と改称。
- 1950年（昭和25年）3月：官立富山高等学校廃止。

## 設立の背景
1923年（大正12年）、当時の皇太子（昭和天皇）結婚の記念行事として、馬場はる（富山県の廻船問屋・3代馬場道久の妻）が高等学校設立事業費として、当時としては破格の100万円（現在の100億を超える金額）という寄付を申し出、これを基金として富山高校が設立された。馬場はさらに教官の海外留学基金などのため合計34万円を追加寄附し、またラフカディオ・ハーンの蔵書コレクションを寄贈した（この「ヘルン文庫」は富山大学に継承されている）。以上のような事情から富山高校跡地（馬場記念公園）には馬場はるの像が建立されている。

## 歴代校長
- 初代：南日恒太郎（1923年11月 - 1928年7月）
  - 元三高教授で学習院教授より転じる。在任中に死去。英語受験参考書を記し、当時の受験生のバイブルとなり、戦後もかなり長い間使用され続けた。
  - 1928年7月 - 8月：柴山槐郎が校長事務取扱。
- 第2代：柴山槐郎（1928年8月 - 1931年3月）
  - 教授人事に端を発する学生の排斥運動により退任。
- 第3代：蜷川龍夫（1931年4月 - 1940年4月）
- 第4代：小松原隆二（1940年4月 - 1941年11月）
  - 前八高校長。
- 第5代：成田秀三（1943年4月1日[5] - 1945年11月24日[6]）
  - 前教頭。
- 第6代：清水虎雄（1945年11月24日[6] - 1950年3月）
  - 富山大学初代文理学部長。

## 校地の変遷と継承
開校当初、校地に予定されていた富山県上新川郡大広田村蓮町（現・富山市蓮町）では校舎が完成していなかったため、東岩瀬町立尋常小学校の校舎の一部を借りて仮校舎とした。1925年（大正14年）3月新校舎完成により仮校舎から移転し、以後蓮町校地は米軍の空襲による被災からも免れ、廃校まで存続した。新制移行後、旧富山高校地は富山大学文理学部キャンパスとしてしばらく使用されたが、1962年（昭和37年）3月、五福キャンパスへの統合移転にともなって廃止され、現在は『馬場記念公園』となり大木の並木などが往時を偲ばせている。正門は1998年（平成6年）1月，公園を管理する富山市によって復元された。

## 寮歌
『富山高等学校寮歌　丘の団欒（まどい）』
ああよし、さらば友びとよ
また、かの丘に集いして
情けの美酒(うまき)、酌み交わし
歌いあかさん、春の夜を

## 著名な出身者
- 武藤嘉文 - 外務大臣
- 久世公堯 - 国務大臣（金融再生委員会委員長）
- 住栄作 - 衆議院議員（自民党）
- 塚田庄平 - 衆議院議員（日本社会党）
- 若狭得治 - 運輸事務次官、全日空会長、逓信省出身
- 岩倉規夫 - 総理府総務副長官、初代国立公文書館長
- 高林康一 - 運輸事務次官、逓信省出身
- 翁久次郎 - 内閣官房副長官（事務担当）、厚生事務次官
- 吉本実 - 労働事務次官
- 垣水孝一 - 大蔵省関税局長
- 宮崎梧一 - 最高裁判所裁判官
- 島谷六郎 - 最高裁判所裁判官
- 津田文吾 - 神奈川県知事
- 吉田実 - 富山県知事
- 中田幸吉 - 富山県知事
- 中沖豊 - 富山県知事
- 密田博孝 - 大協石油社長
- 松村正直 - 三菱倉庫社長
- 安部浩平 - 中部電力会長
- 羽佐間重彰 - 産経新聞社会長
- 田中正雄 - 小松製作所社長
- 森本芳夫 - 北陸電力会長
- 谷正雄 - 北陸電力会長
- 斉藤義則 - 大建工業社長
- 宮太郎 - 大和現相談役
- 佐伯彰一 - アメリカ文学者、文芸評論家
- 岩田慶治 - 文化人類学者、国立民族学博物館名誉教授、東京工業大学名誉教授
- 山内邦臣 - 英米文学者、京都大学名誉教授、（旧姓姉嵜）
- 金岡祐一 - 学校法人富山国際学園理事長、テイカ製薬代表取締役会長
- 江幡修三 - 検事総長

## 関連書籍
- 秦郁彦 『旧制高校物語』 文春新書、2003年　ISBN 4166603558
- 『日本近現代史辞典』 東洋経済新報社、1978年

尾崎ムゲン作成「文部省管轄高等教育機関一覧」参照